# 張正基
張正基（？—？），貴州省貴陽府人，清朝政治人物、同進士出身。
光緒十五年（1889年）己丑科進士，三甲一百三十名，同年五月，著交吏部掣签，分发各省以知县即用。後官湖南攸縣知縣。